# 唐鑑 (明朝)
唐鑑（？—？），廣西全州人，明朝政治人物。
舉人出身。唐鑑曾接替王瑛任上海县知县一职，由羅景城接任。